# Inferno!
Inferno! (originariamente Carnage) era una rivista bi-mensile pubblicata fra il 1997 e il 2005 dalla divisione pubblicazioni della Games Workshop, la Black Library; il nome della rivista, inizialmente, era soltanto il nome del team che doveva lavorarvici.
La rivista pubblicava racconti, illustrazioni e fumetti ambientati degli universi di Warhammer Fantasy Battle e Warhammer 40.000, editi sempre dalla Games Workshop. Mentre all'inizio venivano pubblicati lavori riguardanti solo i "campi di competenza" di Warhammer FB e Warhammer 40.000, in seguito vennero aggiunti lavori su Mordheim e Gorkamorka

## Pubblicazioni
Inferno! non fu lanciato subito, ma venne prima "testato" come sezione della più famosa rivista White Dwarf, edita sempre dalla Games Workshop.
Il vero numero 1 della rivista fu lanciato poco dopo sotto la guida di Andy Jones; Inferno! veniva pubblicato con lo standard di due racconti fantasy e due racconti fantascientifici per ogni numero, con alcuni inserti minori come illustrazioni alle storie, strisce a fumetti, diagrammi di funzionamento delle macchine da guerra incontrate durante i racconti, mappe delle battaglie (presenti sempre nei racconti), recensioni di libri, dossier o fanta-interviste ai protagonisti delle storie del numero.
Ad eccezioni di una storia a fumetti, Inferno! ha sempre pubblicato storie complete per ogni numero, e non a puntate.

## Creatori
Inferno! aveva l'obbligo della casa editrice di promuovere nuovi autori e strane commissioni: molti scrittori che ora scrivono libri per la Black Library, come C.L. Werner e Ben Counter, iniziarono la loro carriera professionale scrivendo brevi storie per Inferno!. 
Comunque, la rivista ha anche pubblicato storie da affermati scrittori di fantascienza come Barrington J. Bayley e Brian Stableford.

## Warhammer Monthly
Il successo di Inferno!, insieme al consolidamento dei contatti fatti durante i primi numeri, portarono alla creazione di una rivista separata, Warhammer Monthly. Questa pubblicava lunghe storie a fumetto e lanciò anch'esso diversi nuovi fumettisti.
Il formato era quello standard delle riviste di raccolta di storie a fumetti.

## Libri
Molti di quelli che ora sono libri editi dalla Black Library, sono evoluzioni delle storie brevi pubblicate su Inferno!, elaborati dagli stessi autori che hanno scritto le storie da cui hanno preso spunto.

## Cancellazione
Inferno! fu cancellato dalla pubblicazione nel 2004, dopo aver raggiunto 46 numeri.